# Francavièla
Francavièla (francès Franquevielle) és un municipi francès situat al departament de l'Alta Garona i a la regió d'Occitània.